# Josephine Cook
Josephine Cook (geb. Page, in zweiter Ehe Honnor; * 9. Februar 1931; † 20. November 2023) war eine britische Kugelstoßerin.
1958 wurde sie für England startend bei den British Empire and Commonwealth Games in Cardiff Siebte.
1955 und 1957 wurde sie Englische Meisterin. Ihre persönliche Bestleistung von 13,96 m stellte sie am 24. Mai 1958 in Belfast auf.